# Kainach bei Voitsberg
Kainach bei Voitsberg è un comune austriaco di 1 679 abitanti nel distretto di Voitsberg, in Stiria. Il 1º gennaio 2015 ha inglobato i comuni soppressi di Gallmannsegg e Kohlschwarz.